# Giges
Giges (en grec antic: Γύγης), fill de Dàscil, va ser el primer rei de Lídia de la dinastia dels mèrmnades, que va succeir la dinastia dels heraclides. Després d'ell va regnar son fill Ardis II. Segons Plutarc, un rei de Milasa, Arselis, va ajudar Giges a usurpar el tron, cosa que indica l'aliança de Lídia amb els regnes veïns.
Durant el seu regnat va sofrir les incursions dels cimmeris (que també va patir el seu fill Ardis II), fins al punt que van arribar a ocupar la capital, Sardes, i la van cremar. Giges va demanar ajuda al rei Assurbanipal d'Assíria, i al menys durant un temps els assiris el van ajudar i els dos regnes van mantenir bones relacions. Giges va enviar al rei assiri uns presoners cimmeris encadenats, quan va aconseguir una victòria sobre ells. També va mantenir contactes amb el faraó Psammètic I (644 aC-610 aC), que li va proporcionar tropes per lluitar contra els cimmeris, segurament mercenàries.

## El mite segons Heròdot

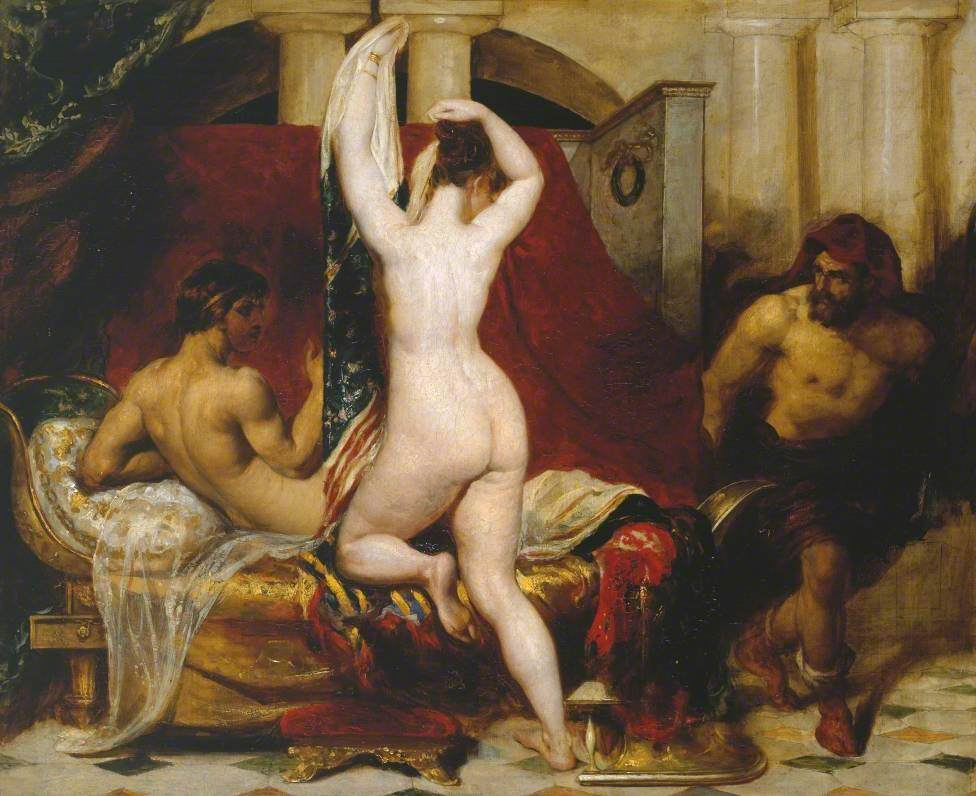
Candaules, darrer rei heraclida de Lídia fa mirar la seva dona, la reina Ròdope, a Giges quan s'és despullada per anar a dormir, per William Etty. El quadre il·lustra la versió d'Heròdot del mite de Giges. El tema també ha estat pintat, entre d'altres, per Jean-Léon Gérôme i Dono Dossi

Segons Heròdot, Giges era llancer (αἰχμοφόρος), membre de la guàrdia personal del rei Candaules. Heròdot diu que va accedir al tron per usurpació després de matar el rei Candaules, fill de Mirsos, anomenat Mírsil pels grecs, un descendent d'Hèracles. El motiu, segons Heròdot, va ser aquest: el rei Candaules estava enamorat de la seva dona, la reina Ròdope. En el seu enamorament va descriure a Giges la bellesa de la seva dona en termes plens d'exaltació. Giges, membre de la seva guàrdia personal, per pudor no en va voler saber res. Candaules, aleshores, per demostrar-li que el que deia era cert, va obligar Giges a observar la seva dona d'amagat mentre es despullava. La dona del rei Candaules, tanmateix, va reconèixer Giges quan aquest ja abandonava la seva cambra i l'endemà el va forçar, ja que l'havia vista tota nua, a matar el rei (i casar-se amb ella) o, altrament, el faria matar en mans dels servents d'ella. Giges va triar viure i el tron de Lídia. El dret a detenir el poder, amb el qual s'aturaria la guerra civil desfermada a la mort del rei Candaules entre els seus partidaris i el de l'usurpador Giges, es va confirmar per una sentència de l'oracle de Delfos, de manera que, de llavors ençà, Giges també va ser reconegut com a rei legítim pels partidaris del rei assassinat. En agraïment a l'oracle de Delfos per haver-lo confirmat com a rei dels lidis, Giges va fer al santuari grans donacions d'exvots. Aquestes presentalles es van dipositar al tresor dels corintis i van rebre el nom de gígades (grec antic: ὁ Γυγάδας [χρυσός]). Giges va guerrejar contra les veïnes ciutats de Milet, Esmirna, Colofó i Magnèsia. Heròdot, igual que Homer, també coneix el llac de Giges i els túmuls funeraris dels reis lidis situats a les seves ribes; en aquesta necròpoli, també hi va haver el mausoleu del rei Giges. Segons Heròdot, Giges hauria regnat sobre Lídia 38 anys (des de potser el 716 aC fins al 678 aC). La riquesa de Giges era proverbial.

## El mite segons Plató

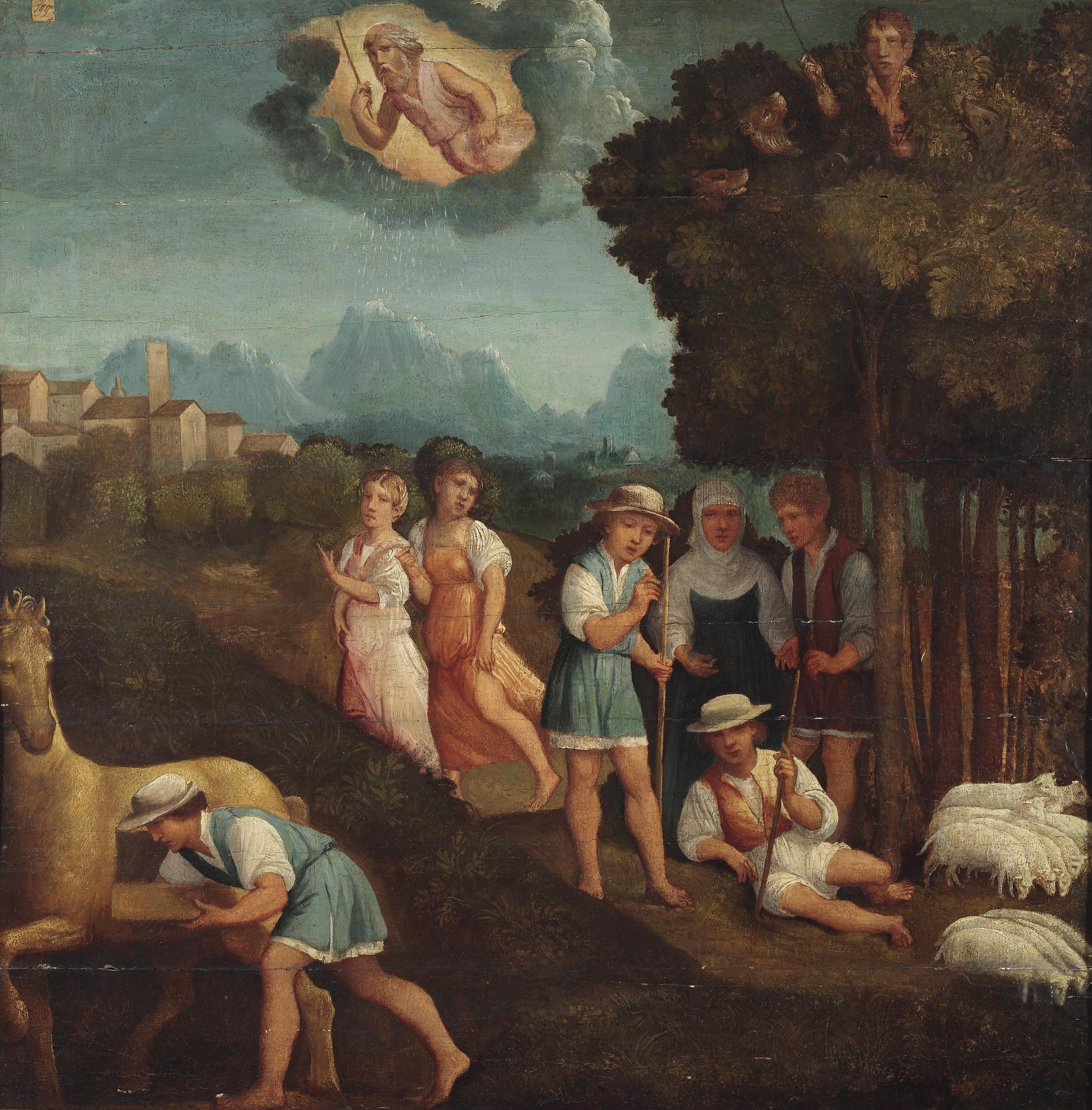
El pastor Giges descobreix un cavall de bronze, i a dins, l'anell de la invisibilitat. Autor desconegut, potser Francesco Rizzi da Santacroce, segle XVI

Plató, en el llibre II de la República, descriu el mite de Giges i com Giges va arribar a posseir el Regne de Lídia:
«Conten que [Giges] era un pastor jornaler del rei de Lídia d'aleshores. En ocasió d'un gran temporal d'aigües i d'un sisme, s'obrí un tros de terra i es feu un esvoranc en el lloc on pasturava. El pastor va veure'l meravellat, hi davallà i entre moltes altres coses prodigioses que relata el mite, contemplà un cavall de bronze, buit, amb unes portetes practicables. Ell s'hi abocà i comprovà que dins hi havia un mort, pel que semblava de corpulència major que la d'un home corrent. El difunt no duia altra cosa sinó un anell d'or a la mà; Giges l'hi va treure i en sortí. Quan hi hagué l'acostumada reunió de pastors per notificar mensualment al rei què havia passat als ramats, diuen que aquell pastor hi anà amb l'anell posat. Assegut, doncs, entre els altres, el feu girar per atzar, i el seu gravat li quedà encarat amb la palma de la mà, amb la qual cosa el pastor esdevingué invisible per als seus companys de grup, que es posaren a parlar d'ell com d'un absent. Ell se'n meravellà, tocà altre cop l'anell i girà cap a la part de fora el gravat; efectuat el gir, tornà a ser visible. El pastor se n'adonà i provà de nou l'anell, si tenia aquella eficàcia. I li succeí efectivament tal cosa: girant l'anell endins, ell es tornava invisible, si després [pàg. 61] el girava cap enfora, visible. Comprovat tal poder, amb les seves traces i manyes, de seguida aconseguí ser escollit de missatger dels qui anirien a veure el rei. Així, s'incorporà, seduí la reina i amb l'ajuda d'ella parà un parany al rei i l'assassinà; així li usurpà el poder. Aleshores, si d'anells d'aquests n'hi hagués dos, un se'l posaria el just, i l'altre l'injust. Perquè no hi hauria ningú -és creença comuna- que fos de conviccions tan fermes que es retingués amb la justícia i s'abstingués dels béns aliens i no els toqués, tot i ser-li possible d'agafar tot el que volgués del mercat, i entrar a les cases per fornicar amb qui li vingués de gust, i matar, o treure de la presó, els qui li passés pel cap, i fer qualsevol cosa entre els humans, com si ell fos un semidéu. Així actuaria el just, i no faria res de diferent de l'altre; tots dos s'adreçarien a un mateix objectiu."